# (11) Partènope
(11) Partènope és un asteroide gran i brillant del cinturó d'asteroides. Està compost d'una barreja metàl·lica de níquel-ferro amb silicats de ferro i magnesi.
Va ser descobert des de Nàpols l'11 de maig de 1850 per l'astrònom italià Annibale de Gasparis. Va ser el seu segon asteroide descobert. Va ser batejat en honor de Partènope, personatge de la mitologia grega.
Fins ara s'ha observat una ocultació estel·lar de Partènope (el 13 de febrer de 1987).

## Massa
Baer i Chesley l'any 2007 calcularen una massa i densitat de Partènope més alta basat en pertorbacions de l'asteroide de 90 km (17) Tetis. Baer i Chesley calcularen una massa de 6.3×1018 kg amb una densitat de 3.3 g/cm³. Baer estimà una massa de 6.15×1018 l'any 2008. Les estimacions de Viateau i Rapaport l'any 1997 i 2001 donaven una massa propera als 5×1018 kg. amb una densitat de 2.7 g/cm³.